# Březina, Svitavy
Březina là một làng thuộc huyện Svitavy, vùng Pardubický, Cộng hòa Séc.